# Shanice Craft
Shanice Craft (Mannheim, 15 mei 1993) is een atlete uit Duitsland.
Op de Olympische Jeugdzomerspelen van Singapore in 2010 behaalde Craft de gouden medaille op het onderdeel discuswerpen.
Op de Wereldkampioenschappen atletiek junioren 2012 behaalde ze op het onderdeel kogelstoten de gouden medaille, en werd ze tweede op het onderdeel kogelstoten.
Op de Wereldkampioenschappen atletiek 2015 werd ze zevende, maar dat jaar werd ze wel Europees kampioene O23, steeds op het onderdeel discuswerpen.
Op de Olympische Zomerspelen van Rio de Janeiro in 2016 nam ze voor Duitsland deel aan het onderdeel discuswerpen, en eindigde ze als elfde.
Op de Europese kampioenschappen werd ze driemaal op rij derde, in 2014, 2016 en 2018.
Craft werd tweemaal nationaal kampioene van Duitsland op het onderdeel discuswerpen, in 2014 en 2018.

## Persoonlijke records
Outdoor
| Onderdeel    | Prestatie | Plaats    | Datum      |
| ------------ | --------- | --------- | ---------- |
| kogelstoten  | 17.75     | Ulm (GER) | 25.07.2014 |
| discuswerpen | 65.88     | Ulm (GER) | 26.07.2014 |

Indoor
| Onderdeel        | Prestatie | Plaats         | Datum      |
| ---------------- | --------- | -------------- | ---------- |
| kogelstoten ind. | 17.66     | Dortmund (GER) | 23.02.2013 |

bijgewerkt september-2021